# Долиновка (Запорожская область)
Долиновка (укр. Долинівка) — село,
Николай-Польский сельский совет,
Запорожский район,
Запорожская область,
Украина.
Код КОАТУУ — 2322187203. Население по переписи 2001 года составляло 81 человек.

## Географическое положение
Село Долиновка находится в 4-х км от правого берега реки Днепр,
на расстоянии в 1,5 км от села Новопетровка.
По селу протекает пересыхающий ручей с запрудой.
Рядом проходит автомобильная дорога Н-08.

## История
Колония Адельсгейм основана в 1869 году немцами-меннонитами, переселенцами из Хортицких колоний. В 1919 году подверглась нападению махновцев, в результате чего было убито 4 жителя. В 1942 году в колонии проживало 412 человек, из которых 409 были немцы. В октябре 1943 года жители выселены в Вартегау.